# Gran Premio di Francia 1987
Il Gran Premio di Francia 1987 è stato il 442º Gran Premio di Formula 1 della storia, corso il 5 luglio 1987 al Circuito Paul Ricard di Le Castellet. Fu la sesta gara del Campionato Mondiale di Formula 1 1987.

## Riassunto della gara
Per la prima volta dal Gran Premio del Messico 1986, una monoposto non motorizzata Honda conquistò la prima fila: Alain Prost su McLaren motorizzata TAG Porsche, infatti, si piazzò in seconda posizione dietro a Nigel Mansell, che conquistò con la Williams la quinta pole position in sei gare. Alle loro spalle la seconda fila fu occupata dalla Lotus di Ayrton Senna e dall'altra Williams di Nelson Piquet. La natura veloce del circuito favoriva le monoposto equipaggiate con il turbo: il miglior piazzamento di una macchina non-turbo fu il 22º posto di Ivan Capelli su March, a sei secondi dai tempi migliori e con una differenza di 50 km di velocità di punta sul rettilineo.
Al via Mansell mantenne la leadership, seguito dal compagno di squadra Piquet, dopo aver passato il connazionale Senna ed Alain Prost. Eddie Cheever si ritirò già durante il primo giro, dopo aver accidentalmente fatto esplodere l'estintore nel tentativo di modificare la spinta del turbo. Poco dopo Andrea De Cesaris si scontrò con Stefan Johansson, e la McLaren fu costretta ad una sosta ai box per sostituire l'ala anteriore; i detriti dell'incidente causarono problemi a Mansell, che li investì rischiando una foratura.
L'inglese, il compagno Piquet e Prost cominciarono una lotta per la vittoria, separati da solo 2 secondi. Al 19º giro Piquet andò in testacoda e Prost lo passò prendendosi il secondo posto. Al 30º giro il brasiliano rientrò per il cambio-gomme, seguito pochi giri dopo dal connazionale Senna, che al momento occupava la quarta posizione. Nel frattempo, Thierry Boutsen si ritirò per un problema elettrico. Prost e Mansell rientrarono per il pit-stop insieme al 36º giro, lasciando la leadership a Piquet. Dopo lo stop, Mansell si avvicinò rapidamente a Piquet, e al 46º giro, complice un errore del brasiliano alla curva "Le Beausset", l'inglese si riprese la prima posizione, che non cedette più fino a fine gara. Al 65º giro Piquet fu costretto a fare un'altra sosta, a causa di un guasto al motore, e ciò gli costò ulteriori 8 secondi e la seconda posizione a favore di Prost. All'uscita dalla pit-lane Piquet riprese e passò facilmente il francese (che era alle prese con un problema elettrico), e si gettò all'inseguimento di Mansell.
I due compagni di squadra erano divisi da 20 secondi, ma nei giri finali Piquet cominciò a guadagnare circa 2 secondi a giro. A sette giri dalla fine il brasiliano aveva ridotto il distacco a 13 secondi, ma Mansell riuscì comunque a vincere agevolmente, con circa 7 secondi di vantaggio sul compagno. Johansson lottò fino a raggiungere la sesta posizione dopo due pit-stop in più dovuti alla rottura dell'ala, ma fu costretto al ritiro a soli 6 giri dalla fine; fu comunque classificato all'ottavo posto per aver coperto più del 90% della distanza di gara.
Il compagno Alain Prost conquistò il gradino più basso del podio, seguito da Senna su Lotus e Teo Fabi su Benetton. Philippe Streiff su Tyrrell concluse in sesta posizione una gara notevole, conquistando rispettivamente il suo primo punto in carriera nel Campionato mondiale di Formula 1 e la prima posizione per il Jim Clark Trophy.

## Qualifiche
| Pos | No | Pilota             | Costruttore              | Q1       | Q2       | Distacco |
| --- | -- | ------------------ | ------------------------ | -------- | -------- | -------- |
| 1   | 5  | Nigel Mansell      | Williams - Honda         | 1'06"454 | 1.06:705 |          |
| 2   | 1  | Alain Prost        | McLaren - TAG Porsche    | 1'06"877 | 1.07:843 | +0"423   |
| 3   | 11 | Ayrton Senna       | Lotus - Honda            | 1.07:303 | 1'07"024 | +0"570   |
| 4   | 6  | Nelson Piquet      | Williams - Honda         | 1.07:270 | 1'07"140 | +0"686   |
| 5   | 20 | Thierry Boutsen    | Benetton - Ford          | 1'08"077 | 1.08:176 | +1"623   |
| 6   | 28 | Gerhard Berger     | Ferrari                  | 1'08"198 | 1.08:335 | +1"744   |
| 7   | 19 | Teo Fabi           | Benetton - Ford          | 1'08"293 | 1.11:815 | +1"739   |
| 8   | 27 | Michele Alboreto   | Ferrari                  | 1'08"390 | 1.08:916 | +1"836   |
| 9   | 2  | Stefan Johansson   | McLaren - TAG Porsche    | 1'08"577 | 1.09:095 | +2"123   |
| 10  | 17 | Derek Warwick      | Arrows - Megatron        | 1.09:256 | 1'08"800 | +2"346   |
| 11  | 8  | Andrea De Cesaris  | Brabham - BMW            | 1.09:499 | 1'08"949 | +2"495   |
| 12  | 7  | Riccardo Patrese   | Brabham - BMW            | 1.09:458 | 1'08"993 | +2"539   |
| 13  | 25 | René Arnoux        | Ligier - Megatron        | 1'09"430 | 1.09:970 | +2"976   |
| 14  | 18 | Eddie Cheever      | Arrows - Megatron        | 1'09"828 | 1.09:869 | +3"374   |
| 15  | 24 | Alessandro Nannini | Minardi - Motori Moderni | 1.10:388 | 1'09"868 | +3"414   |
| 16  | 12 | Satoru Nakajima    | Lotus - Honda            | 1.12:268 | 1'10"652 | +4"198   |
| 17  | 26 | Piercarlo Ghinzani | Ligier - Megatron        | 1'10"798 | 1.10:900 | +4"344   |
| 18  | 9  | Martin Brundle     | Zakspeed                 | 1.11:451 | 1'11"170 | +4"716   |
| 19  | 10 | Christian Danner   | Zakspeed                 | 1.11:456 | 1'11"389 | +4"935   |
| 20  | 21 | Alex Caffi         | Osella - Alfa Romeo      | 1'12"167 | 1.12:555 | +5"713   |
| 21  | 23 | Adrián Campos      | Minardi - Motori Moderni | 1.13:145 | 1'12"551 | +6"097   |
| 22  | 16 | Ivan Capelli       | March - Ford             | 1.13:204 | 1'12"654 | +6"200   |
| 23  | 30 | Philippe Alliot    | Lola Larrousse - Ford    | 1'13"026 | 1.14:422 | +6"572   |
| 24  | 3  | Jonathan Palmer    | Tyrrell - Ford           | 1'13"443 | 1.13:474 | +6"989   |
| 25  | 4  | Philippe Streiff   | Tyrrell - Ford           | 1.13:553 | 1'13"525 | +7"071   |
| 26  | 14 | Pascal Fabre       | AGS - Ford               | 1'14"699 | 1.14:787 | +8"245   |

## Ordine d'arrivo
| Pos   | N° | Pilota             | Team                     | Giri | Tempo/Ritiro                   | Partenza | Punti |
| ----- | -- | ------------------ | ------------------------ | ---- | ------------------------------ | -------- | ----- |
| 1     | 5  | Nigel Mansell      | Williams - Honda         | 80   | 1h37'03"839                    | 1        | 9     |
| 2     | 6  | Nelson Piquet      | Williams - Honda         | 80   | + 7"711                        | 4        | 6     |
| 3     | 1  | Alain Prost        | McLaren - TAG Porsche    | 80   | + 55"255                       | 2        | 4     |
| 4     | 12 | Ayrton Senna       | Lotus - Honda            | 79   | + 1 giro                       | 3        | 3     |
| 5     | 19 | Teo Fabi           | Benetton - Ford          | 77   | Problemi all'albero del motore | 7        | 2     |
| 6 (1) | 4  | Philippe Streiff   | Tyrrell - Ford           | 76   | + 4 giri                       | 25       | 1     |
| 7 (2) | 3  | Jonathan Palmer    | Tyrrell - Ford           | 76   | + 4 giri                       | 24       |       |
| 8     | 2  | Stefan Johansson   | McLaren - TAG Porsche    | 74   | Problemi al alternatore        | 9        |       |
| 9 (3) | 14 | Pascal Fabre       | AGS - Ford               | 74   | + 6 giri                       | 26       |       |
| Rit   | 28 | Gerhard Berger     | Ferrari                  | 71   | Sospensione                    | 6        |       |
| NC    | 11 | Satoru Nakajima    | Lotus - Honda            | 71   | Non classificato               | 16       |       |
| Rit   | 27 | Michele Alboreto   | Ferrari                  | 64   | Motore                         | 8        |       |
| Rit   | 17 | Derek Warwick      | Arrows - Megatron        | 62   | Problemi al turbo              | 10       |       |
| Rit   | 30 | Philippe Alliot    | Larrousse - Ford         | 57   | Cambio                         | 23       |       |
| Rit   | 16 | Ivan Capelli       | March - Ford             | 52   | Motore                         | 22       |       |
| Rit   | 23 | Adrián Campos      | Minardi - Motori Moderni | 52   | Problemi al turbo              | 21       |       |
| Rit   | 25 | René Arnoux        | Ligier - Megatron        | 33   | Ritiro volontario              | 13       |       |
| Rit   | 20 | Thierry Boutsen    | Benetton - Ford          | 31   | Motore                         | 5        |       |
| Rit   | 10 | Christian Danner   | Zakspeed                 | 26   | Problemi al surriscaldamento   | 19       |       |
| Rit   | 26 | Piercarlo Ghinzani | Ligier - Megatron        | 24   | Motore                         | 17       |       |
| Rit   | 24 | Alessandro Nannini | Minardi - Motori Moderni | 23   | Problemi al turbo              | 15       |       |
| Rit   | 7  | Riccardo Patrese   | Brabham - BMW            | 19   | Problemi al differenziale      | 12       |       |
| Rit   | 9  | Martin Brundle     | Zakspeed                 | 18   | Problemi alla trazione         | 18       |       |
| Rit   | 21 | Alex Caffi         | Osella - Alfa Romeo      | 11   | Motore                         | 20       |       |
| Rit   | 8  | Andrea De Cesaris  | Brabham - BMW            | 2    | Problemi al turbo              | 11       |       |
| Rit   | 18 | Eddie Cheever      | Arrows - Megatron        | 0    | Problemi elettrici             | 14       |       |

Tra parentesi le posizioni valide per il Jim Clark Trophy, per le monoposto con motori N/A

## Classifiche

### Piloti
| *  | Pilota            | Punti |
| -- | ----------------- | ----- |
| 1  | Ayrton Senna      | 27    |
| 2  | Alain Prost       | 26    |
| 3  | Nelson Piquet     | 24    |
| 4  | Nigel Mansell     | 21    |
| 5  | Stefan Johansson  | 13    |
| 6  | Gerhard Berger    | 9     |
| 7  | Michele Alboreto  | 8     |
| 8  | Andrea De Cesaris | 4     |
|    | Eddie Cheever     | 4     |
| 10 | Satoru Nakajima   | 3     |
| 11 | Thierry Boutsen   | 2     |
|    | Martin Brundle    | 2     |
|    | Jonathan Palmer   | 2     |
|    | Teo Fabi          | 2     |
| 15 | René Arnoux       | 1     |
|    | Ivan Capelli      | 1     |
|    | Philippe Streiff  | 1     |

### Costruttori
| *  | Team                  | Punti |
| -- | --------------------- | ----- |
| 1  | Williams - Honda      | 45    |
| 2  | McLaren - TAG Porsche | 39    |
| 3  | Lotus - Honda         | 30    |
| 4  | Ferrari               | 17    |
| 5  | Brabham - BMW         | 4     |
|    | Arrows - Megatron     | 4     |
|    | Benetton - Ford       | 4     |
| 8  | Tyrrell - Ford        | 3     |
| 9  | Zakspeed              | 2     |
| 10 | Ligier - Megatron     | 1     |
|    | March - Ford          | 1     |

### Trofeo Jim Clark
| Pos | Pilota           | Punti |
| --- | ---------------- | ----- |
| 1   | Jonathan Palmer  | 33    |
| 2   | Philippe Streiff | 30    |
| 3   | Pascal Fabre     | 26    |
| 4   | Philippe Alliot  | 15    |
| 5   | Ivan Capelli     | 6     |

### Trofeo Colin Chapman
| Pos | Team           | Punti |
| --- | -------------- | ----- |
| 1   | Tyrrell-Ford   | 63    |
| 2   | AGS-Ford       | 26    |
| 3   | Larrousse-Ford | 15    |
| 4   | March-Ford     | 6     |